# Наука в Швеции

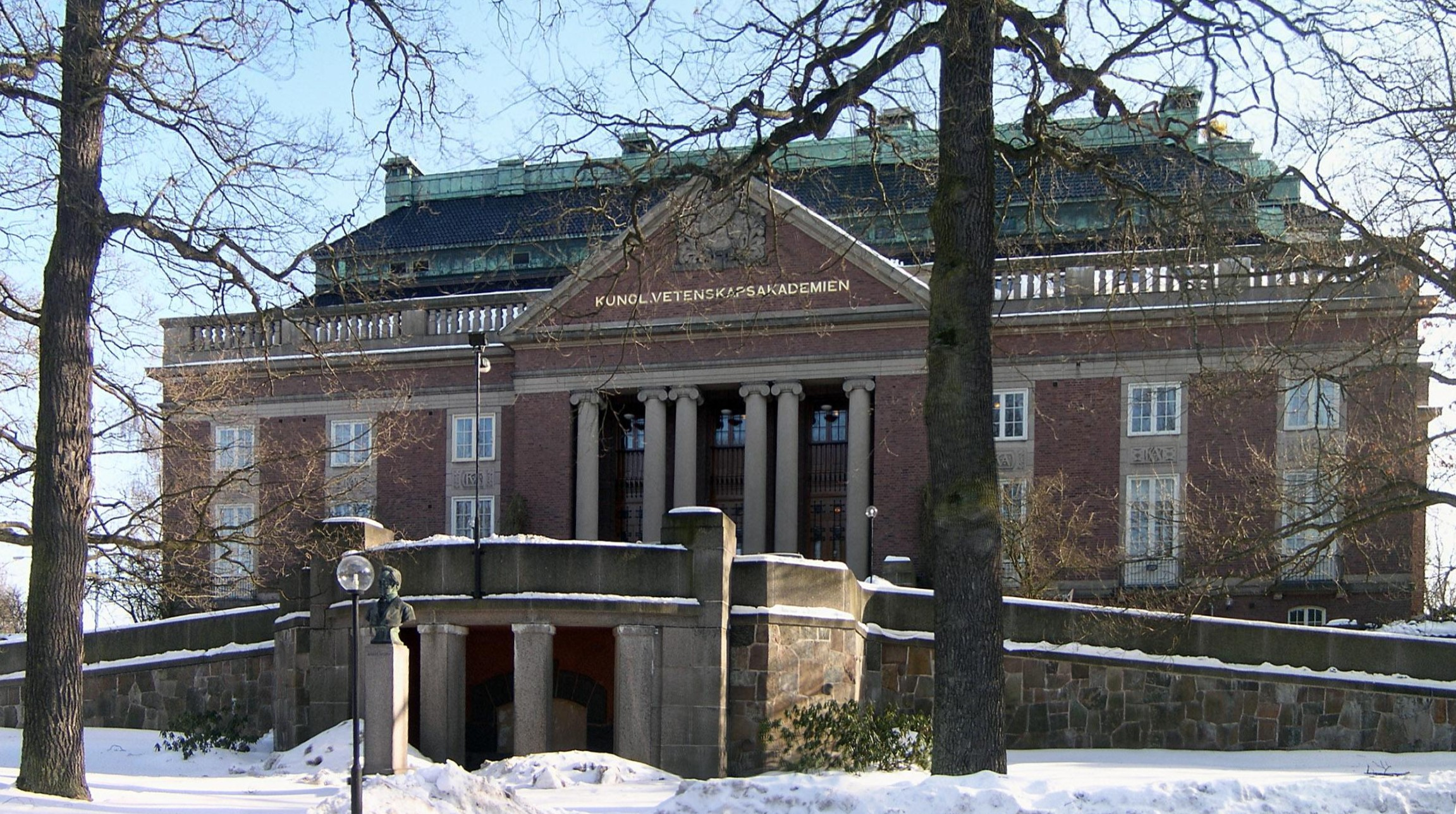
Здание Королевской Академии наук

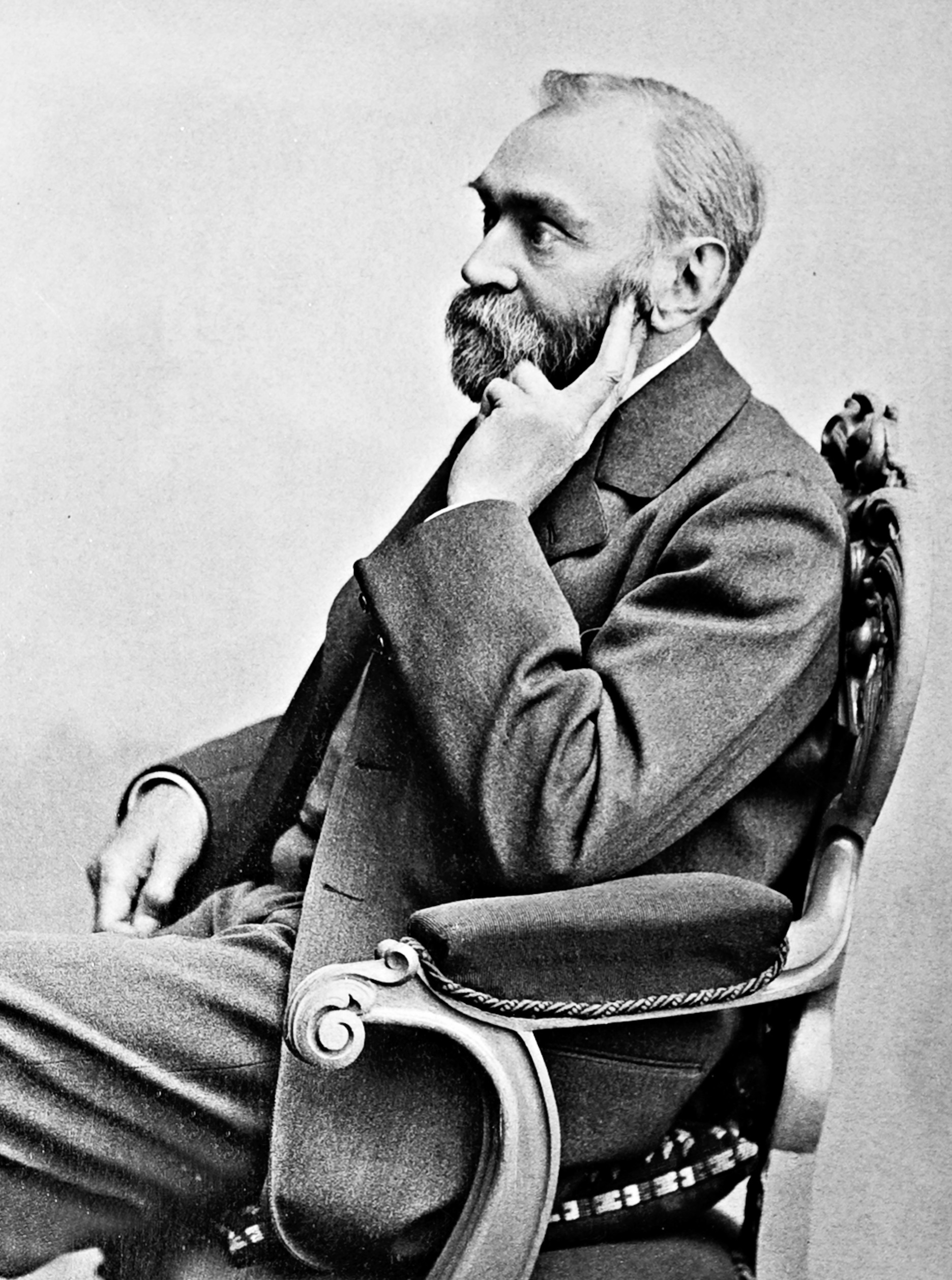
Альфред Нобель

Наука в Швеции —  развиваемые учёными в Швеции научные направления.
Наука в Швеции обязана своим развитием прежде всего талантам своего народа, шведскому образованию и педагогике. Ученые Швеции внесли значительный вклад в том числе в развитие мировой культуры и науки.
Шведское высококачественное научное и технологическое развитие известно во всем мире. В 2024 году Швеция удостоилась 2 места в рейтинге Глобального инновационного индекса и получила 15 место в рейтинге Nature index. Четырьмя годами ранее вошла в двадцатку стран-лидеров по расходам (ППС) на НИОКР, заняв 17 место. Два шведских научно-технологических кластера закрепились в первой сотне мирового рейтинга по состоянию на 2024 год: Стокгольм (40 место) и Гётеборг (99 место).
В XVIII веке наука Швеции находилась под влиянием просветительских идей, которые проникали из Франции и Великобритании. Развитие естествознания в Швеции связано с образованием первых университетов в Уппсале и Лунд, с открытием астрономических обсерваторий в Уппсале. Были основаны Королевское научное общество в Уппсале в 1710 году и Королевская академия наук в Стокгольме в 1739 году.
Первым президентом академии стал К. Линней. Он оказал большое  влияние на становление науки в Швеции. Академия наук Швеции в 1739 году издала первый шведский научный журнал.

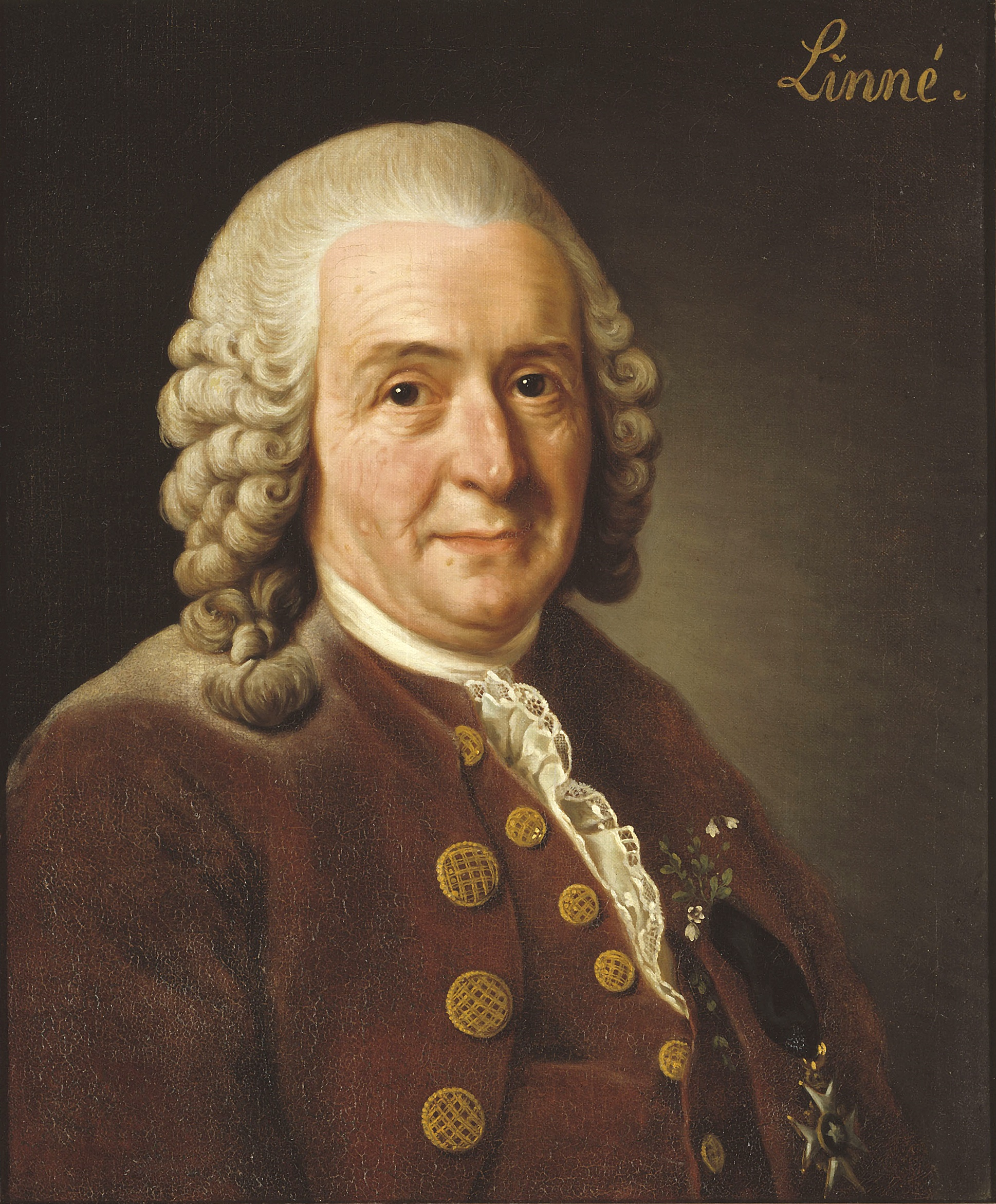
Карл Линне́й, шведский естествоиспытатель (ботаник, зоолог, минералог) и медик

## Естественные и технические науки

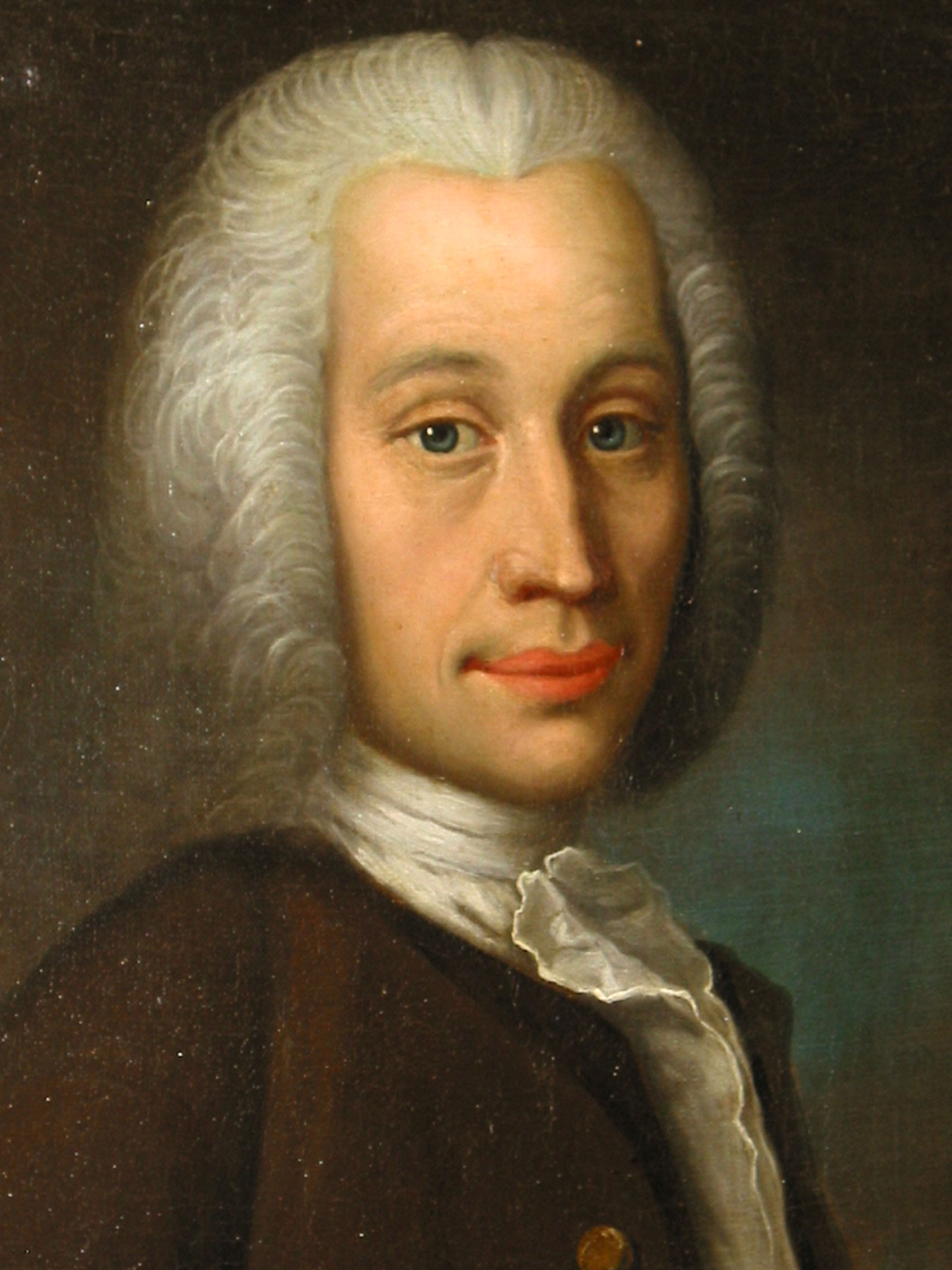
Андерс Цельсий (швед. Anders Celsius)

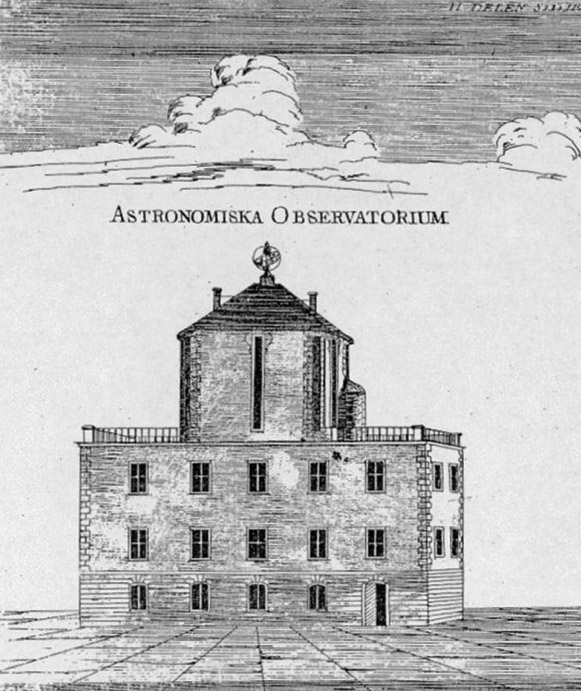
Уппсальская астрономическая обсерватория, основанная Андерсом Цельсием

Натуралист и естествоиспытатель Карл Линней очень сильно повлиял на становление науки в Швеции. Он создал всеобъемлющую для своего времени систему природы, опубликованную в 1735 году, впервые начал последовательно применять бинарную номенклатуру. Карл Линней был так же почетным иностранным членом Петербургской Академии наук. Линней признан «отцом» современной систематики огромного мира животных и растений, заложил основы систематики фауны и флоры. Сам Линней открыл и описал более тысячи видов растений Скандинавии.

### Физика
Современник Линнея, Андерс Цельсий (1701—1744) будучи физиком и астрономом, увековечил свое имя в истории введением стоградусной шкалы для термометров. С трудами А. Цельсия связано начало в Швеции системы научных работ в области астрономии. Именно Цельсий создал старейшую в Швеции астрономическую обсерваторию в 1741 году в городе Уппсала и был ее директором.
Один из основателей Академии наук M. Тривальдом пропагандировал в Швеции исследовательскую физику, построил первую в Скандинавии пароатмосферную машину, написал труд по горному делу.

### Химия
Значительных успехов достигла шведская наука XVIII в. в области химии. Большой вклад в развитие химии внес Йёнс Якоб Берцелиус (1779—1848). Он развил электрохимическую и атомистическую теории и создал научную минералогию. Сванте Аррениус (1859—1927) создал теорию электролитической диссоциации и получил за это Нобелевскую премию по химии в 1903 году.
Альфред Нобель (1833—1896) — известнейший шведский химик, инженер в 1867 году изобрел динамит, принёсший ему славу и богатство. Вообще Нобелю принадлежало 355 различных патентов, динамит же является самым известным. Основную часть своего состояния Альфред Нобель пожертвовал фонду, из средств которого ежегодно присуждаются Нобелевские премии. Вручение премий происходит в Стокгольме и Осло 10 декабря, в день смерти учёного.
T. В. Бергман усовершенствовал качественный анализ К.Шееле, как искусный экспериментатор обнаружил марганец, впервые получил хлор, марганцовокислого калия, глицерин, ряд кислот и других соединений, описал способ получения и свойства кислорода. А. Ф. Кронстедт открыл никель, разработал классификацию минералов на основе их химических свойств («Опыт описания царства минералов» 1758).

### Металлургия и судостроение
В XVII—XVIII веках заметное развитие получили технологии металлургии и металлообрабатывающего производства, военное судостроение, изготовление холодного и огнестрельного оружия. В истории развития техники существенное место занимает имя шведского изобретателя Джона Эрикссона, конструктора первых судовых винтов, пароходов и паровозов. В годы Гражданской войны в США именно он построил первый бронированный корабль с вращающейся орудийной башней. Тот самый знаменитый броненосный корабль «Монитор». Этот корабль в немалой степени способствовал победе северян над южанами на море.

### Исследователи путешественники
Имена мужественных шведских полярников вошли и в историю исследования Арктики. После путешествий по Шпицбергену и Гренландии Эрик Норденшельд заинтересовался проблематикой освоения Северного морского пути. Так, в 1878—1879 годах он на пароходе «Вега» впервые проплыл из Атлантического океана в Тихий океан вдоль берегов Сибири. Именем Норденшельда назван архипелаг островов в Карском море.
Соломон Андре в 1897 году первым попытался достичь Северного полюса на воздушном шаре «Орел» собственной разработки и конструкции, но на пути к цели воздухоплаватель погиб. Имя отважного аэронавта увековечено в названии одного из полуостровов архипелага Шпицберген — Земля Андре.
Клингеншерн известен своими математическими работами, П. Артеди разработал систематику рыб, Е. Ахариус создал основы лихенологии. Значительное влияние на развитие техники, горного дела и металлургии предоставил в XVIII веке К. Польхем, инженер Карл Густав Лаваль изобрел паровую турбину и сепаратор, который произвел революцию в молочной промышленности и других технологических процессах.

## Общественные науки

### Философия

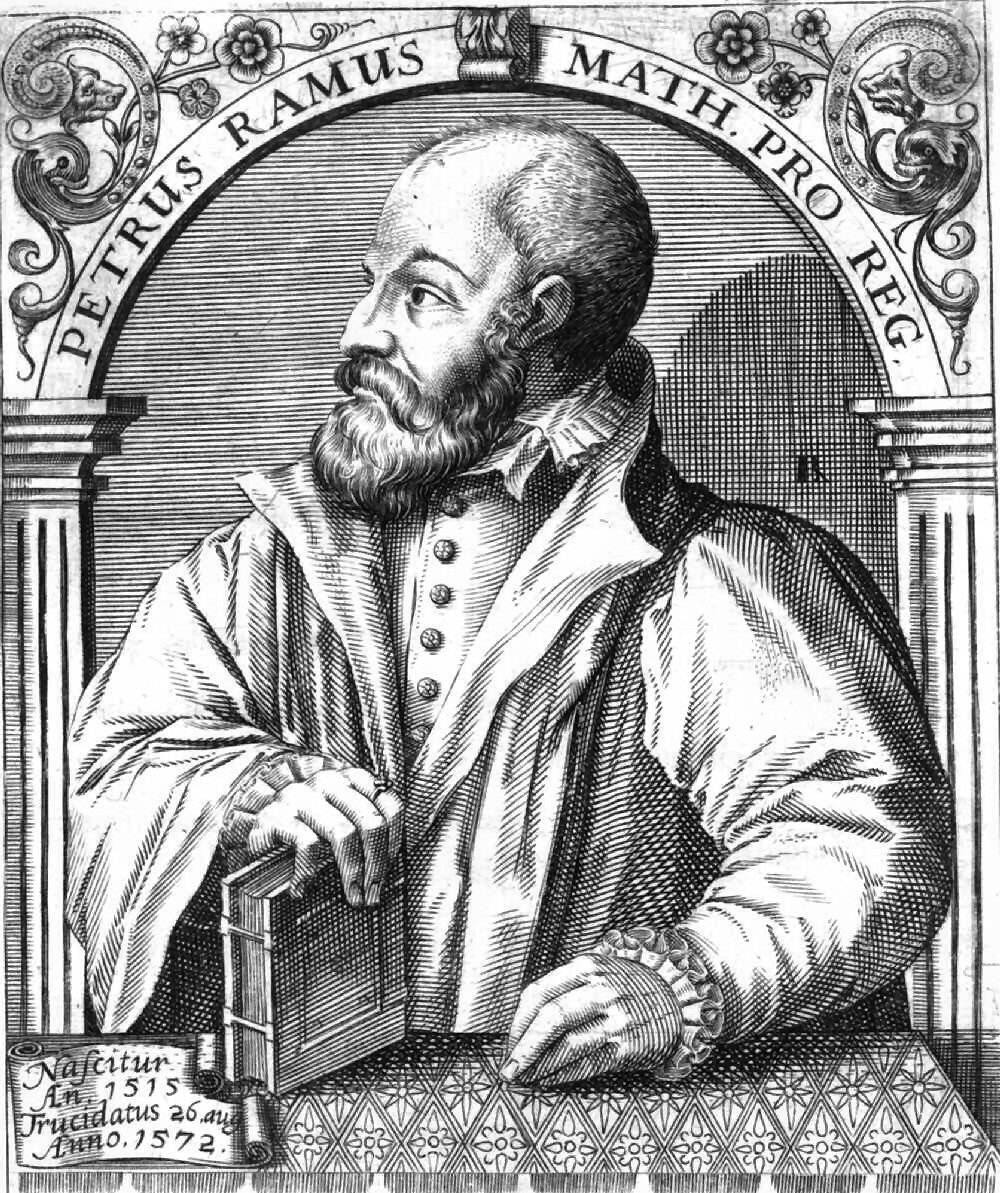
Философ Пьер де ла Раме, лат. Petrus Ramus

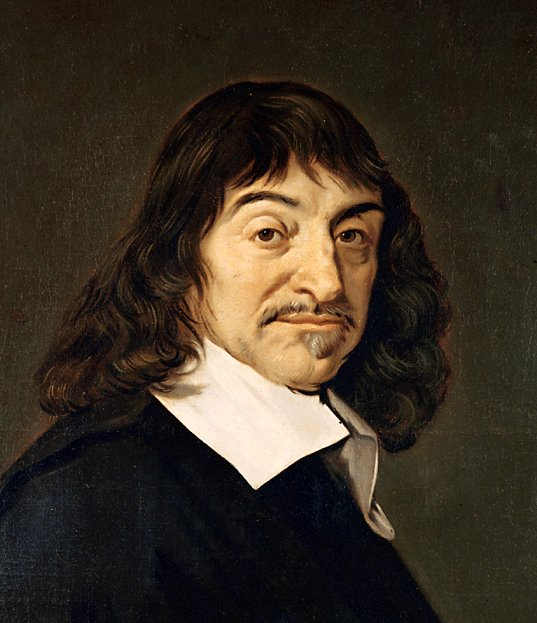
Рене́ Дека́рт (фр. René Descartes

Развитие философской мысли в средневековой Швеции тесно связано с христианской мистикой и схоластикой, а ближе к концу 16 века здесь проникает учение французского философа Пьера де ла Раме. Его последователи выступали против схоластического метода. Можно говорить, что самостоятельная светская философия в Швеции зарождается примерно в 17 веке. Г. Шернъельм называют первым шведским философом и поэтом, чьи труды и вклад считают значительными. В его работах соединяются идеи как неоплатонизма,пифагореизма, так и натурфилософии.
Разделяющие идеи Рене Декарта опровергают средневековую схоластику.
В начале XIX века философская мысль Швеции оказалась под влиянием течений «фосфористой» и «йотицизма», то есть романтизма.
Идеи бостремизма в Швеции терпят кризис в Швеции в начале XX века и начинает возрастать интерес к экспериментальной психологии и позитивизму. Некоторые ученики Бострема, такие как В. Норстрем, стали разделять идеи неокантианства и философии жизни, а, например, П. Викнер становится приверженцем идей логического позитивизма . Так, в 1910 году образовалась новая «Уппсальская школа» и она представляла собой начальную форму логического позитивизма. Основателями этой школы были А. Пален и А. Хегерстрем. Они опередили идеи «Венского кружка» в основных чертах.
В послевоенный период в Швеции интеграция буржуазной философии на базе неопозитивизма усиливается. Эти идеи разделют такие философы, как Моритц, Ведберг, Марк-Вогау. Так же эмпирическая психология и социология получают все большее распространение.
Идеи Марксизма в Швецию проникают в середине XIX века, а уже с восьмидесятых годов 20 века получают свое максимальное распространение. В 1917 году была создана коммунистическая партия в Швеции и в этот период накаливается борьба двух концепций развития социального — марксистской и реформистской. В 1968 году начинает издаваться марксистский журнал по общественным наукам «швед. Haften for Kritiska Studier». Центрами философской науки являются кафедры философии университетов в Стокгольме, Уппсале, Лунде. В 1935 году издается философский журнал «швед. Theoria».

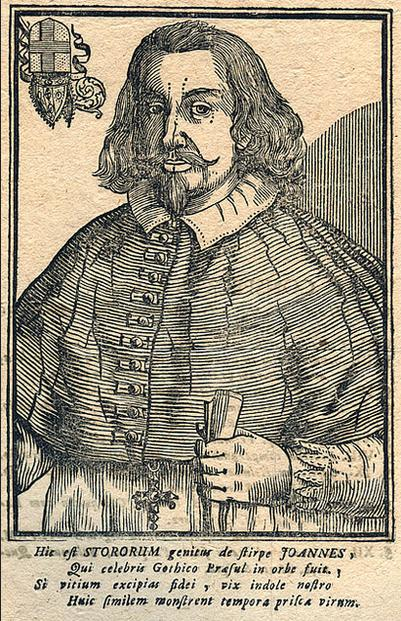
Иоанн Магнус (лат. Johannes Magnus), архиепископ Упсальский и примас Швеции (1523—1531)

### История
В середине XIII века в Швеции появились церковные хроники на латинском языке, в XIV веке уже появляются более содержательные рифмованные хроники на древне-шведском языке («Хроника Эрика», швед. Erikskrönikan). Первым известным историком Швеции называют профессора богословия Уппсальского университета Эрика Олай, жившего в XV веке. Во второй трети XVI века свои исторические труды создают шведские историки-гуманисты: деятель лютеранской Реформации Олаус Петри, братья-архиепископы, шведские католики Иоанн и Олаф Магнус. В 1667 году основана Коллегия древностей, которая около 1837 года преобразована в исторический музей в Стокгольме. В 1710 году в Швеции было образовано первое историческое ученое общество в Уппсале. В период великодержавия Швеции создали Государственный архив Швеции и учреждена должность государственного историографа, существовавшая до 1834 года. В XVII веке ее занимал немец С. Пуфендорф, автор апологетической истории шведских королей. В конце XVII века Ю. Шефферусом начато изучение скандинавских древностей, издаются исторические источники. Но архиепископ Эрик Бенцелиус совершает попытки их научной критики.

## Научные учреждения
В области научно-исследовательских и опытно-конструкторских работ (НИОКР) важную роль играет шведское государство, которое после Второй мировой войны начало проводить согласованную политику в сфере научных исследований. Координацию научной деятельности и научно-технической политики стал осуществлять Консультативный совет по науке, созданный в 1962 году и возглавляемый премьер-министром. В Совет входят министры образования, финансов, промышленности, сельского хозяйства, обороны, представители ведущих промышленных фирм и выдающиеся ученые.
Министерство образования руководит научно-исследовательской деятельностью университетов и технических вузов, другие министерства отвечают за конкретные области НИОКР, осуществляемых государством и частными научно-исследовательских организациями. Руководящие функции развития научно-исследовательских и опытно-конструкторских работ выполняют семь государственных научно-исследовательских советов. Вопросы развития затрагиваются в частности в области естественных наук, технических, в медицине, в секторе сельского-хозяйства и лесных угодий, немалое внимание уделяется гуманитарным и социальным наукам, а также исследованиям в области атомной энергетики. Отбором самых важных проектов занимается специальный орган — Научно-подготовительная комиссия.
Основной задачей Королевской Академии наук является содействие развитию математики и естественных наук, организация конгрессов, симпозиумов, связей с зарубежными и международными научными центрами, а также присуждения Нобелевской премии по физике и химии. Количество членов Академии в 1975 году достигало 160 человек, а так же в ее состав входило 120 иностранных членов. В свою очередь Академия инженерных наук, основанная в 1919 году, насчитывает 382 члена. Академия инженерных наук выполняет две функции: организационную и информационную в области технических наук. Имеется атташе по науке и технике при посольствах в США, Японии и в других странах.
При университетах проводятся фундаментальные исследования в научно-исследовательских институтах и центрах. Прикладные научно-исследовательские и опытно-конструкторские работы осуществляют НИИ и конструкторские бюро ведущих промышленных концернов, а также государственные научно-исследовательские центры, работающие под руководством министерств. Среди них исследовательский институт атомной физики, авиатехнический НИИ и другие.
Наиболее существенным потенциалом из высших учебных заведений обладают университеты в Уппсале, Лунде, Стокгольме и Технический университет Чалмерса в Гётеборге. Каролинский медико-хирургический институт в Стокгольме ведет научно-исследовательскую работу в области медицины и физиологии, присуждает соответствующую Нобелевскую премию.
Ежегодно на научно-исследовательскую деятельность, в которой по состоянию на 1975 год было занято 26 тысяч человек, расходуется около 1,5 % валового национального продукта. Общие расходы на научно-исследовательскую и опытно-конструкторскую работу оцениваются в 4,2 млрд шведских крон. Примерно треть этих средств выделяют частные промышленные компании и фонды, такие как фонд Валленбергов, Веннер-Грена и другие. Средства из государственного бюджета используются на финансирование фундаментальных исследований, а также НИОКР в военной, энергетической и экологической отрасли. В промышленности на исследования уходит около 2,7 млрд шведских крон, что составляет около трети всех средств Швеции, выделяемых на научно-исследовательскую деятельность.